# Henning Norbert Knudsen
Henning Norbert Knudsen (15. januar 1960 – 25. maj 1984) også kendt som Makrellen eller blot Makrel, var en dansk rocker-præsident for klubben Bullshit. Han spillede fodbold i sin fritid som målmand i AB 70. Han blev myrdet af Jørn “Jønke” Nielsen fra den rivaliserende rockerklub Hells Angels på Amager. Jønke flygtede efterfølgende ud af landet, men blev senere idømt 16 års fængsel for drabet. Makrellens enke Pia Soldthved Larsen optrådte senere i en række tv-programmer som Robinson Ekspeditionen samt en række udsendelser om mordet på Makrellen.